# Tabing Airport
Tabing Airport (indonesiska: Padang Tabing) är en flygplats i Indonesien. Den ligger i den västra delen av landet, 900 km nordväst om huvudstaden Jakarta. Tabing Airport ligger 2 meter över havet.
Terrängen runt Tabing Airport är platt söderut, men åt nordost är den kuperad. Havet är nära Tabing Airport åt sydväst. Runt Tabing Airport är det mycket tätbefolkat, med 2 261 invånare per kvadratkilometer. Närmaste större samhälle är Padang, 8,2 km söder om Tabing Airport. Trakten runt Tabing Airport består till största delen av jordbruksmark.